# Partner (film 1968)
Partner (scritto Partner. nei titoli di testa) è un film italiano del 1968 diretto da Bernardo Bertolucci.
Il film fu presentato alla 33ª Mostra del cinema di Venezia e alla Quinzaine des Réalisateurs del 22º Festival di Cannes.

## Trama
A Roma circolano due giovani simili come gocce d'acqua, entrambi di nome Giacobbe: uno, dai capelli scarmigliati, va in giro armato e uccide senz'alcun apparente motivo un uomo intento a suonare il pianoforte; l'altro, sempre in ghingheri, è un insegnante di teatro profondamente insoddisfatto della sua esistenza. Questi, infatti, non riesce a farsi obbedire da Petruška (anziano suggeritore di teatro ridottosi a fare il domestico), e inizialmente viene tenuto fuori dalla casa della sua amata Clara; poi, ammessovi, ha dei contrasti con gli altri ospiti della festa che vi si svolge. In una latrina pubblica tenta il suicidio tagliandosi i polsi con una lametta da barba, ma viene interrotto dall'altro Giacobbe, che ha notato il suo gesto. L'insegnante di teatro lo invita a casa e, sulle ali dell'entusiasmo, gli propone di trasferirsi da lui per cominciare una nuova vita insieme.
Il Giacobbe insegnante, avendo ricevuto da Clara una lettera in cui gli propone di fuggire insieme, ha l'idea di farsi sostituire dal suo sosia, che si mette ad insultare la ragazza e le strappa i vestiti di dosso. L'indomani, il Giacobbe assassino gli racconta la propria vita fatta di arresti e di fughe, sostenendo tra le altre cose di essere la reincarnazione di Arthur Rimbaud. L'altro gli chiede allora di aiutarlo a mettere in scena un suo spettacolo, intitolato Il potere all'immaginazione (con una scenografia basata sulla bandiera dei Vietcong), parlando direttamente agli studenti dell'accademia.  Il Giacobbe assassino insegna a costruire bombe Molotov, mentre l'altro prova con un'aspirante attrice (che lavora come rappresentante di detersivi) una parte sulla presenza ossessiva della pubblicità, vista come una conseguenza del capitalismo, e che la liberazione del lavoro dallo sfruttamento dovrebbe andare di pari passo con la liberazione sessuale.
Durante una notte di tempesta, i due Giacobbi si mettono a recitare un testo che paragona il temporale a un bombardamento
Dopo aver provato la scena della carrozzina de La corazzata Potëmkin, lo spettacolo inizia ad essere svelato al pubblico con l'annuncio tramite altoparlanti di un prossimo black-out che coinvolgerà la capitale, seguito dalla ripetizione di vari slogan del Sessantotto. Mentre gioca con la rappresentante di detersivi attorno a una lavatrice da cui esce schiuma a tutto spiano, il Giacobbe insegnante incidentalmente la soffoca. Rendendosi conto dell'accaduto, si mette a gridare ma è incapace di piangere.
Al momento di inscenare lo spettacolo, nessuno degli studenti dell'accademia si presenta. Il Giacobbe assassino vorrebbe riprovarci, ma l'altro smorza le sue speranze, dicendo che come gli studenti anch'egli aveva avuto paura, e gli svela tra gli oggetti di scena una ghigliottina funzionante, spiegandogli che l'aveva fatta per sbarazzarsi di lui qualora avesse avuto successo, ma che data la situazione non l'userà. Si rivolge poi allo spettatore invitandolo a cercare attorno a sé "il proprio Giacobbe" e ad unire le forze per migliorare la società.